# Caulastrocecis
Caulastrocecis là một chi bướm đêm thuộc họ Gelechiidae.

## Hình ảnh

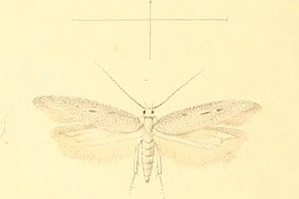
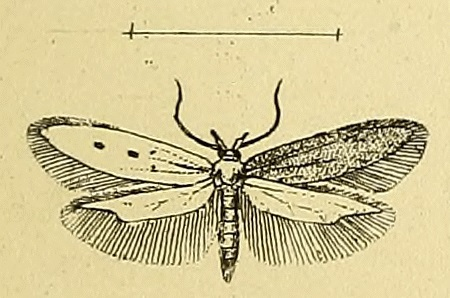